# Phrurotimpus mormon
Phrurotimpus mormon là một loài nhện trong họ Phrurolithidae.
Loài này thuộc chi Phrurotimpus. Phrurotimpus mormon được Ralph Vary Chamberlin & Willis J. Gertsch miêu tả năm 1930.